# Enlèvement de Charles Marion
L'enlèvement de Charles Marion est la plus longue affaire d'enlèvement au Canada. Le Québécois Charles Marion  est enlevé et séquestré par Michel de Varennes ainsi que Claude Valence du 6 août au 27 octobre 1977.
L'enlèvement se déroule le 6 août au chalet de Marion à Stoke en Estrie. Marion est détenu dans une cache souterraine à Gould où il a fait deux tentatives de suicide pendant son calvaire. Il s'agit du plus long enlèvement québécois,.
Marion est libéré le 27 octobre à proximité de l'aéroport de Sherbrooke. Michel de Varennes a été arrêté peu après dans une discothèque pour s'être évadé. 
Au terme d'un long procès, Claude Valence a été accusé de tentative d'extorsion envers la famille Marion et a été condamné à 6 ans de pénitencier. Quant à Michel de Varennes, il a été jugé séparément, et a été condamné à 12 ans d'emprisonnement.
Bien que Michel de Varennes ait avoué avant son procès avoir enlevé l'otage contre son gré, la réputation de Charles Marion ne sera jamais tout à fait rétablie.
Charles Marion ne réussira jamais à reprendre une vie normale. De plus en plus isolé, en proie à une profonde dépression, il s'enlève la vie le 2 décembre 1999, 22 ans après les événements, à son chalet "Mon repos", là où tout a commencé.